# Sideritis hyssopifolia
La stregonia alpina (nome scientifico Sideritis hyssopifolia L., 1753) è una piccola pianta erbacea perenne dai fiori labiati appartenente alla famiglia delle Lamiaceae.

## Etimologia
Il nome generico (sideritis) deriva dalla parola greca "sideros" (= ferro) e indica una pianta utilizzata per sanare le ferite causate dalle armi di ferro. L'epiteto specifico (hyssopifolia) significa "avere le foglie come l'Hyssopus" (genere di piante semi-boscose della famiglia Lamiaceae).
II nome scientifico della specie è stato definito da Linneo (1707 – 1778) biologo e scrittore svedese, considerato il padre della moderna classificazione scientifica degli organismi viventi, nella pubblicazione "Species Plantarum - 2: 575" del 1753.

## Descrizione

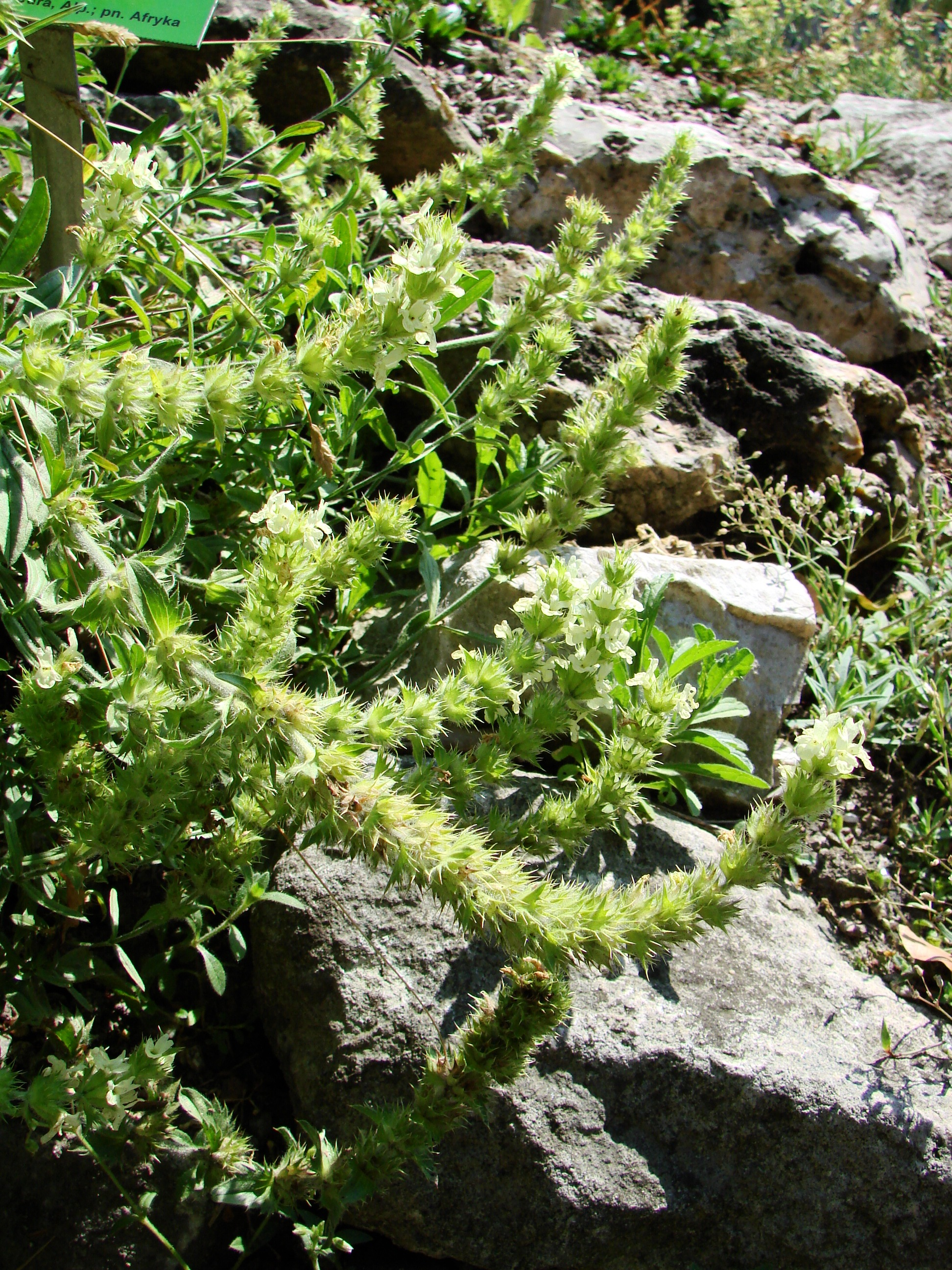
Il portamento

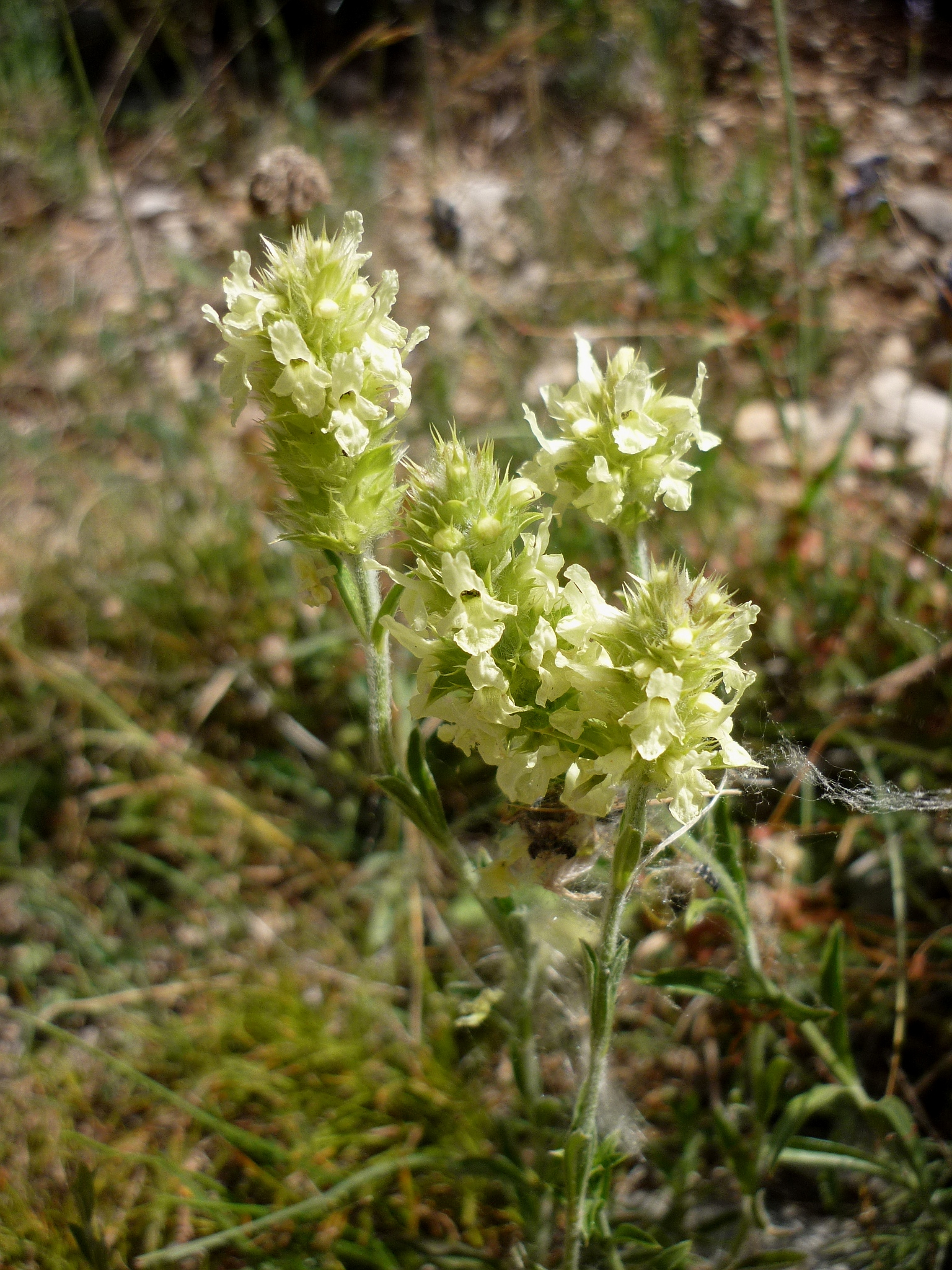
Infiorescenza

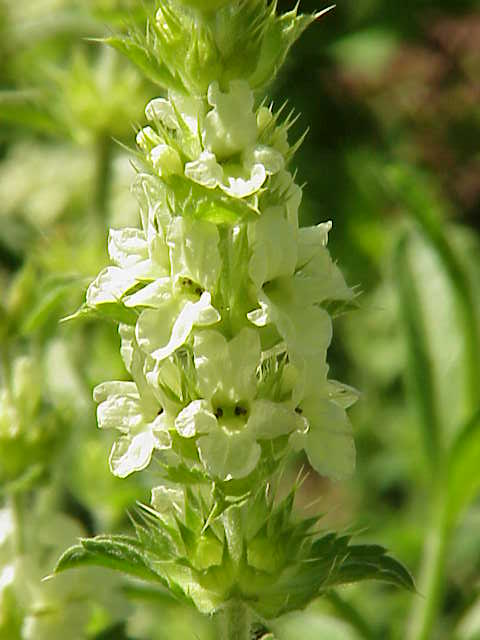
I fiori

Queste piante arrivano ad una altezza di 1 - 4 dm (massimo 7 - 8 dm). La forma biologica è camefita suffruticosa (Ch suffr), sono piante perenni e legnose alla base, con gemme svernanti poste ad un'altezza dal suolo tra i 2 ed i 30 cm (le porzioni erbacee seccano annualmente e rimangono in vita soltanto le parti legnose). L'abito è più o meno lanoso o mollemente peloso.

### Radici
Le radici in genere sono secondarie da rizoma.

### Fusto
La parte aerea del fusto è legnosa e strisciante, mentre i rami fioriferi sono ascendenti con superficie più o meno pelosa. La sezione del fusto è quadrangolare a causa della presenza di fasci di collenchima posti nei quattro vertici, mentre le quattro facce sono concave.

### Foglie
Le foglie lungo il fusto sono disposte in modo opposto a due a due. Ogni verticillo è alterno a quello precedente. La forma delle foglie è da lineare-spatolata a oblanceolata. I bordi sono interi con 1 - 3 denti per lato. La superficie è da villoso-tomentosa a villoso-irsuta, anche con peli ghiandolari. Dimensione delle foglie: larghezza 0,5 – 1 cm; lunghezza 2 – 4 cm.

### Infiorescenza
L'infiorescenza è portata in vari verticilli di tipo tirsoide disposti in posizione ascellare e sovrapposti lungo il fusto. I verticilli sono ravvicinati (almeno quelli medi e quelli superiori) e formano una figura cilindrica compatta. Ogni verticillo è composto da più fiori (circa 6) disposti circolarmente e poggianti su due grandi brattee (le brattee sono differenti dalle foglie) lievemente staccate dall'infiorescenza vera e propria. Le brattee del verticillo seguente sono disposte in modo alternato. Le brattee hanno delle forme più o meno ovali. Non sono presenti le bratteole. Dimensione delle brattee: larghezza 1 cm; lunghezza 1 - 1,5 cm. 

### Fiore
I fiori sono ermafroditi, zigomorfi (il calice è più o meno attinomorfo), tetraciclici (con i quattro verticilli fondamentali delle Angiosperme: calice– corolla – androceo – gineceo) e pentameri (calice e corolla sono formati da cinque elementi). Lunghezza del fiore: 7 – 10 mm.
- Formula fiorale. Per questa specie la formula fiorale della famiglia è la seguente:

X, K (5), [C (2+3), A 2+2], G (2), supero, drupa, 4 nucole
- Calice: i cinque sepali del calice sono concresciuti (calice gamosepalo) in una forma conico-campanulata. Il calice termina con dei denti triangolari, acuto-aristati e più o meno uguali. La superficie del calice è ricoperta da peli appressati ed è percorsa da 10 nervature longitudinali. Il calice è persistente. Lunghezza del calice: 6 – 8 mm.
- Corolla: i cinque petali sono quasi completamente fusi (corolla gamopetala) in un'unica corolla pubescente formata da un tubo obliquo, completamente rinchiuso nel calice e terminante da due evidenti labbra molto sviluppate derivate da 5 lobi (la struttura è 2/3). Il labbro superiore è piatto, bilobo o bifido e ben sviluppato, in questo modo protegge gli organi di riproduzione dalle intemperie e dal sole. Il labello (il labbro inferiore) è anch'esso ben sviluppato e piegato verso il basso per fare da base di “atterraggio” agli insetti pronubi; è inoltre trilobo con la parte centrale bifida. Le fauci internamente sono circondate da un anello di peli (caratteristica comune a molte "labiate" che ha lo scopo di impedire l'accesso ad insetti più piccoli e non adatti all'impollinazione). La corolla è gialla. Lunghezza del tubo: 7 mm. Lunghezza delle labbra: 5 mm.
- Androceo: l'androceo possiede quattro stami didinami generalmente corti (quelli anteriori sono più lunghi) tutti fertili e completamente inclusi nella corolla e posizionati sotto il labbro superiore. I filamenti sono adnati alla corolla. Le antere sono ravvicinate a coppie e sono biloculari; quelle degli stami superiori hanno antere a logge opposte. Le teche sono più o meno distinte e confluenti; la deiscenza è logitudinale. I granuli pollinici sono del tipo tricolpato o esacolpato. Il nettario a forma di disco è ricco di sostanze zuccherine.
- Gineceo: l'ovario, profondamente quadri-lobato, è supero formato da due carpelli saldati (ovario bicarpellare) ed è 4-loculare per la presenza di falsi setti. La placentazione è assile. Gli ovuli sono 4 (uno per ogni presunto loculo), hanno un tegumento e sono tenuinucellati (con la nocella, stadio primordiale dell'ovulo, ridotta a poche cellule).[13] Lo stilo inserito alla base dell'ovario (stilo ginobasico) è del tipo filiforme ed è incluso nella corolla. Lo stigma è bifido con lobi ineguali (uno è cilindrico e l'altro è allargato e abbraccia la base del primo).
- Fioritura: da luglio ad settembre.

### Frutti
Il frutto è una nucula acheniforme (schizocarpo); più precisamente è una drupa (ossia una noce) con quattro semi (uno per ovulo derivato dai due carpelli divisi a metà). Questo frutto nel caso delle Lamiaceae viene chiamato “clausa”. Le quattro parti in cui si divide il frutto principale, sono ancora dei frutti (parziali) ma monospermici (un solo seme) e privi di endosperma. La forma è trigona, cuneato-obovata, arrotondata all'apice con superficie liscia e glabra. I frutti si trovano all'interno del calice che può essere persistente.  Dimensione delle nucule: larghezza 1,6 – 2 mm; lunghezza 2,3 - 2,7 mm.

## Riproduzione
- Impollinazione: l'impollinazione avviene tramite insetti (impollinazione entomogama): ditteri, imenotteri e più raramente lepidotteri.[14][15]
- Riproduzione: la fecondazione avviene fondamentalmente tramite l'impollinazione dei fiori (vedi sopra).
- Dispersione: i semi cadendo a terra (dopo essere stati trasportati per alcuni metri dal vento – disseminazione anemocora) sono successivamente dispersi soprattutto da insetti tipo formiche (disseminazione mirmecoria).[16] Per questo scopo i semi hanno una appendice oleosa (elaisomi, sostanze ricche di grassi, proteine e zuccheri) che attrae le formiche durante i loro spostamenti alla ricerca di cibo.[17]

## Distribuzione e habitat

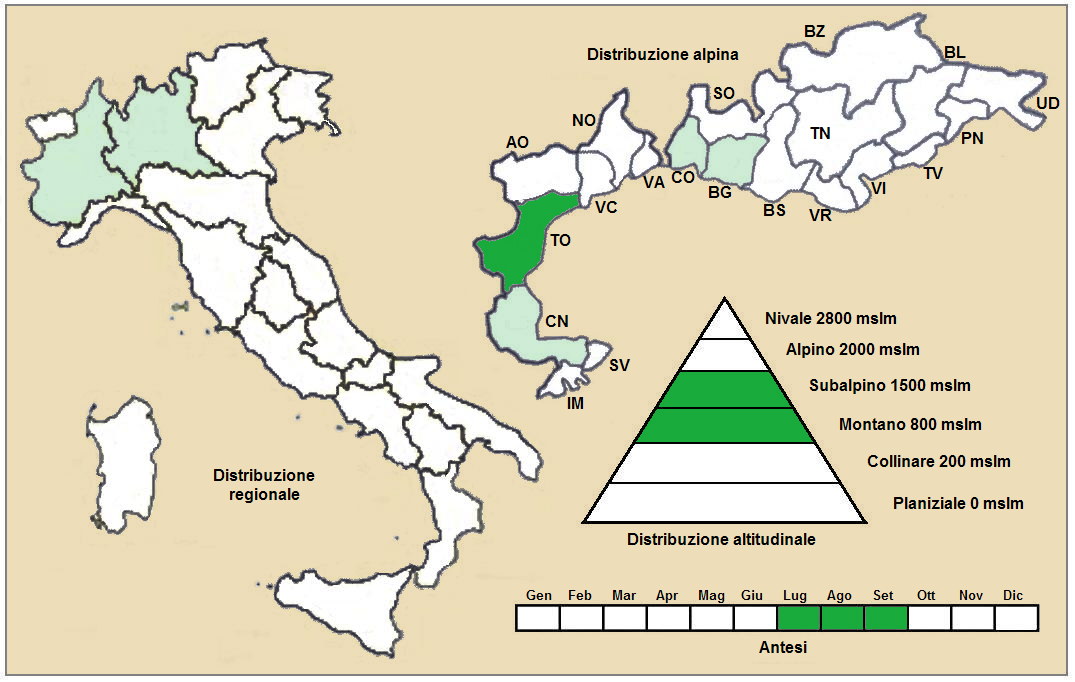
Distribuzione della pianta
(Distribuzione regionale – Distribuzione alpina)

- Geoelemento: il tipo corologico (area di origine) è Orofita - Nord Ovest Mediterraneo (Sud Ovest Europeo).
- Distribuzione: in Italia è una specie rara e si trova solamente nel Piemonte (zone alpine). Fuori dall'Italia, sempre nelle Alpi, questa specie si trova in Francia (tutti i dipartimenti alpini). Sugli altri rilievi europei collegati alle Alpi si trova nel Massiccio del Giura, Massiccio Centrale e Pirenei.[19]
- Habitat: l'habitat tipico per questa specie sono le rupi e i pendii pietrosi; ma anche le praterie rase e i pascoli aridi. Il substrato preferito è calcareo con pH basico, bassi valori nutrizionali del terreno che deve essere secco.[19]
- Distribuzione altitudinale: sui rilievi queste piante si possono trovare da 600 a 1500 m s.l.m.; frequentano quindi i seguenti piani vegetazionali: montano e subalpino.

### Fitosociologia
Dal punto di vista fitosociologico alpino Sideritis hyssopifolia appartiene alla seguente comunità vegetale:
Formazione: delle comunità a emicriptofite e camefite delle praterie rase magre secche
Classe: Festuco-Brometea
Ordine: Ononidetalia striatae

## Tassonomia
La famiglia di appartenenza della specie (Lamiaceae), molto numerosa con circa 250 generi e quasi 7000 specie, ha il principale centro di differenziazione nel bacino del Mediterraneo e sono piante per lo più xerofile (in Brasile sono presenti anche specie arboree). Per la presenza di sostanze aromatiche, molte specie di questa famiglia sono usate in cucina come condimento, in profumeria, liquoreria e farmacia. Il genere Sideritis comprende più di 150 specie distribuite dalla Macaronesia alla Cina attraverso la Russia e il Tibet, cinque delle quali vivono spontaneamente in Italia. Nell'ambito della famiglia il genere Sideritis è descritto all'interno della tribù Stachydeae Dumort., 1827 (sottofamiglia Lamioideae Harley, 2003). Nelle classificazioni meno recenti la famiglia Lamiaceae viene chiamata Labiatae.

Il numero cromosomico di S. hyssopifolia è: 2n = 32, 38.

### Sottospecie
Per questa specie sono riconosciute le seguenti sottospecie:
- Sideritis hyssopifolia subsp. alavesa Obón & D. Rivera, 1994 - DIstribuzione: Spagna
- Sideritis hyssopifolia subsp. castellana  (Sennen & Pau) Malag., 1997 - DIstribuzione: Francia e Spagna
- Sideritis hyssopifolia subsp. caureliana  Obón & D. Rivera, 1994 - DIstribuzione: Spagna
- Sideritis hyssopifolia subsp. eynensis  (Sennen) Malag., 1968 - DIstribuzione: Francia e Spagna
- Sideritis hyssopifolia subsp. guillonii  (Timb.-Lagr.) Nyman, 1890 - DIstribuzione: Francia e Spagna
- Sideritis hyssopifolia subsp. peyrei  (Timb.-Lagr.) Briq., 1893 - DIstribuzione: Francia
- Sideritis hyssopifolia subsp. santanderina  D. Rivera & Obón, 1994 - DIstribuzione: Spagna
- Sideritis hyssopifolia subsp. somedana  Obón & D. Rivera, 1994 - DIstribuzione: Francia e Spagna
- Sideritis hyssopifolia subsp. vizcaina  Obón & D. Rivera, 1994 - DIstribuzione: Spagna

### Sinonimi
Questa entità ha avuto nel tempo diverse nomenclature. L'elenco seguente indica alcuni tra i sinonimi più frequenti:
- Fracastora alpestris Bubani
- Fracastora scordioides (L.) Bubani
- Sideritis alpina Vill.
- Sideritis alpina Pourr. [Illegitimate]
- Sideritis aranensis (Font Quer) D.Rivera & Obón
- Sideritis bastanitsensis Sennen
- Sideritis brachycalyx Pau
- Sideritis brachystachys Gand. [Invalid]
- Sideritis brevispica Sennen & Elias
- Sideritis cantabrica Sennen & Elias
- Sideritis castellana (Sennen & Pau) Sennen & Elias
- Sideritis caureliana (Obón & D.Rivera) Coulomb
- Sideritis chamaedryoides Dufour ex Willk. & Lange
- Sideritis crenata Lapeyr.
- Sideritis eynensis Sennen
- Sideritis fetida Poir.
- Sideritis foetida Desf.
- Sideritis gouanii Timb.-Lagr.
- Sideritis grandis Gand. [Invalid]
- Sideritis guillonii Timb.-Lagr.
- Sideritis guillonii subsp.brevispica (Sennen & Elias) D.Rivera & Obón
- Sideritis guillonii subsp.peyrei (Timb.-Lagr.) D.Rivera & Obón
- Sideritis hyssopifolia var. alpina (Vill.) Willd.
- Sideritis hyssopifolia f. alpina (Vill.) Willk.
- Sideritis hyssopifolia f. angustifolia (Benth.) Willk.
- Sideritis hyssopifolia var. angustifolia (Benth.) Willk.
- Sideritis hyssopifolia var. aranensis Font Quer
- Sideritis hyssopifolia subsp.aranensis (Font Quer) Malag.
- Sideritis hyssopifolia subsp.brachycalyx (Pau) Socorro & Arrebola
- Sideritis hyssopifolia var. castellana Sennen & Pau
- Sideritis hyssopifolia var. crenata (Lapeyr.) Loisel.
- Sideritis hyssopifolia var. dentifolia Willk.
- Sideritis hyssopifolia var. incana (Benth.) Briq.
- Sideritis hyssopifolia var. integrifolia Willk.
- Sideritis hyssopifolia var. laxispica López Pach.
- Sideritis hyssopifolia var. longicaulis Rouy
- Sideritis hyssopifolia subsp.nocedoi Obón & D.Rivera
- Sideritis hyssopifolia subsp.pastoris (Sennen) Malag.
- Sideritis hyssopifolia var. peyrei (Timb.-Lagr.) Briq.
- Sideritis hyssopifolia var. phyllantha Briq.
- Sideritis hyssopifolia var. pyrenaica (Poir.) Briq.
- Sideritis hyssopifolia var. salcedoi Font Quer
- Sideritis hyssopifolia var. spicata Gaudin
- Sideritis integrifolia Jord. & Fourr. [Invalid]
- Sideritis jurana Jord. & Fourr. [Invalid]
- Sideritis latiuscula Gand. [Invalid]
- Sideritis linearifolia Willd. ex Benth. [Illegitimate]
- Sideritis longicaulis Jord. & Fourr. [Invalid]
- Sideritis longifolia Sennen
- Sideritis lucida J.Gay ex Nyman
- Sideritis mariae Sennen
- Sideritis pastoris (Sennen) Sennen
- Sideritis pastoris var. laxiflora Sennen
- Sideritis pastoris var. subalpina Sennen
- Sideritis patula Dulac [Illegitimate]
- Sideritis pavillardii Sennen
- Sideritis peyrei Timb.-Lagr.
- Sideritis peyrei subsp.castellana (Sennen & Pau) Coulomb
- Sideritis peyrei var. gouanii (Timb.-Lagr.) Coulomb
- Sideritis peyrei subsp.guillonii (Timb.-Lagr.) Coulomb
- Sideritis peyrei var. incana (Benth.) Coulomb
- Sideritis peyrei var. laxispica (López Pach.) Coulomb
- Sideritis peyrei subsp.pastoris (Sennen) Coulomb
- Sideritis peyrei var. vidalii (Sennen) Coulomb
- Sideritis pilibunda Gand. [Invalid]
- Sideritis platystachya Gand. [Invalid]
- Sideritis pyrenaica Poir.
- Sideritis pyrenaica var. alpina (Vill.) Poir.
- Sideritis remotior Gand. [Invalid]
- Sideritis scordioides L.
- Sideritis scordioides var. alpina (Vill.) Benth.
- Sideritis scordioides var. angustifolia Benth.
- Sideritis scordioides var. guillonii (Timb.-Lagr.) Briq.
- Sideritis scordioides subsp.guillonii (Timb.-Lagr.) Briq.
- Sideritis scordioides var. hyssopifolia (L.) Mutel
- Sideritis scordioides var. incana Benth.
- Sideritis scordioides var. peyrei (Timb.-Lagr.) Nyman
- Sideritis spinosa Benth.
- Sideritis vagans Gand. [Invalid]
- Sideritis vidalii (Sennen) Sennen

### Specie simili
Una specie molto simile a quella di questa voce è Sideritis hirsuta L.. Quest'ultima si distingue per l'altezza maggiore, per le foglie più corte con denti più profondi, per l'infiorescenza più distanziata e per le brattee a forma più o meno cordata.

## Altre notizie
La siderite con foglie di issopo in altre lingue è chiamata nei seguenti modi:
- (DE)  Ysopblättriges Gliedkraut
- (FR)  Crapaudine à feuilles d'hysope